# Crusiseta
Crusiseta là một chi bướm đêm thuộc họ Noctuidae.